# 1977 في السلفادور
فيما يلي قوائم الأحداث التي وقعت خلال عام 1977 في السلفادور.

## سياسة

### انتهاء فترة المنصب
- 1 يوليو – أرتورو أرماندو مولينا رئيس السلفادور.

## مواليد

### يونيو
- 20 يونيو – إدوين غونزاليس لاعب كرة قدم سلفادوري.

### أكتوبر
- 20 أكتوبر – دومينغو ألفاريز لاعب كرة قدم سلفادوري.

### نوفمبر
- 19 نوفمبر – خوان لازو كروز لاعب كرة قدم سلفادوري.

## وفيات

### يوليو
- 17 يوليو – أوسمين أغيري (مواليد 1889) سياسي سلفادوري.